# Vis à rouleaux satellites

Animation d'une vis à rouleaux satellites.

Une vis à rouleaux satellites, également appelée vis à rouleaux planétaires, est un mécanisme assurant la conversion d'un mouvement de rotation en un mouvement de translation (liaison hélicoïdale). C'est un équivalent du mécanisme de vis-écrou, où des cylindres filetés, appelés rouleaux, sont intercalés entre la vis et l'écrou.
Le nombre de points de contact entre éléments roulants est plus important que dans les vis à billes, ce qui réduit la pression de contact et augmente ainsi la durée de vie. Pour une même puissance transmise, les vis à rouleaux satellites sont aussi plus compactes et moins bruyantes.

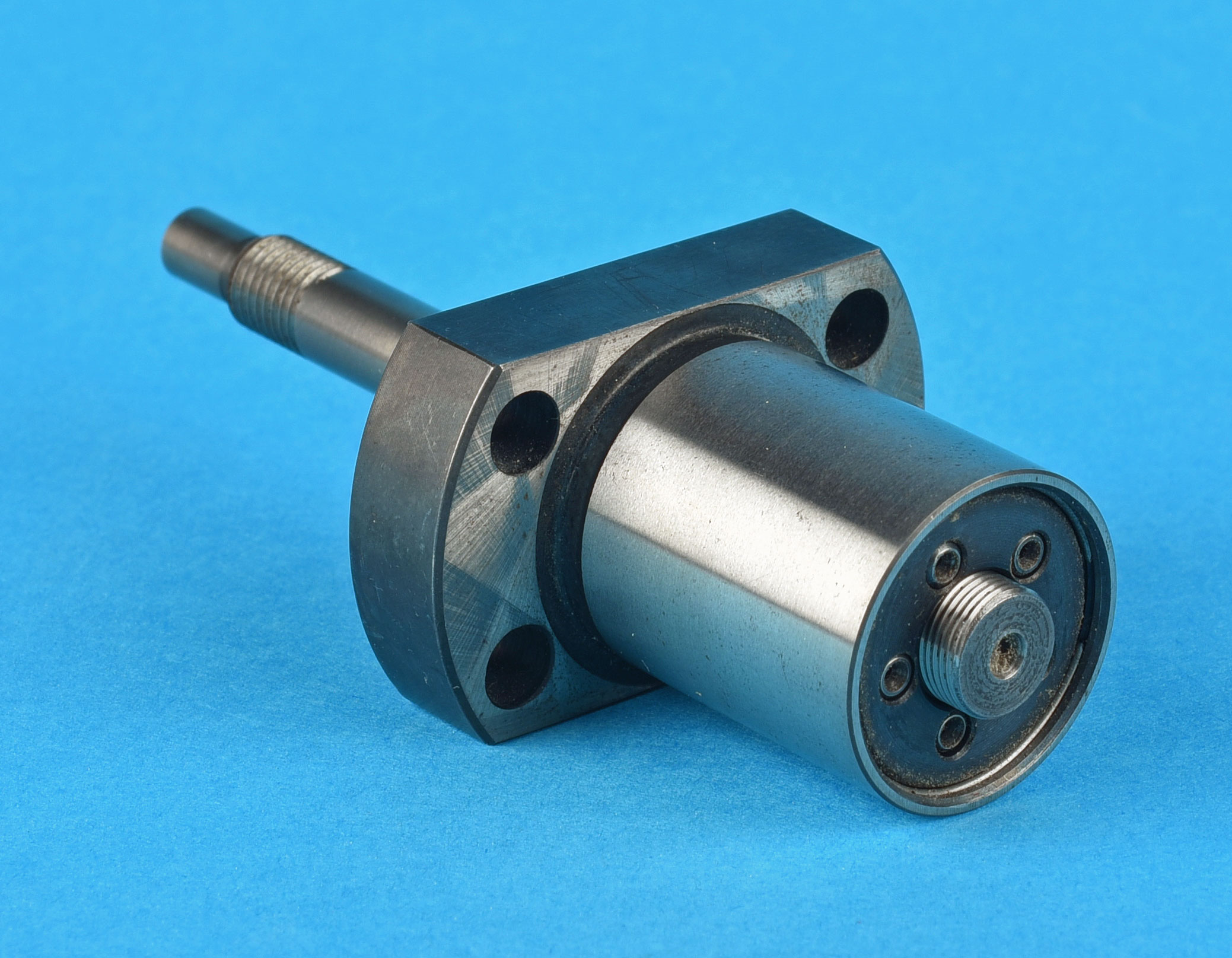
Vis à rouleaux 7 x 2

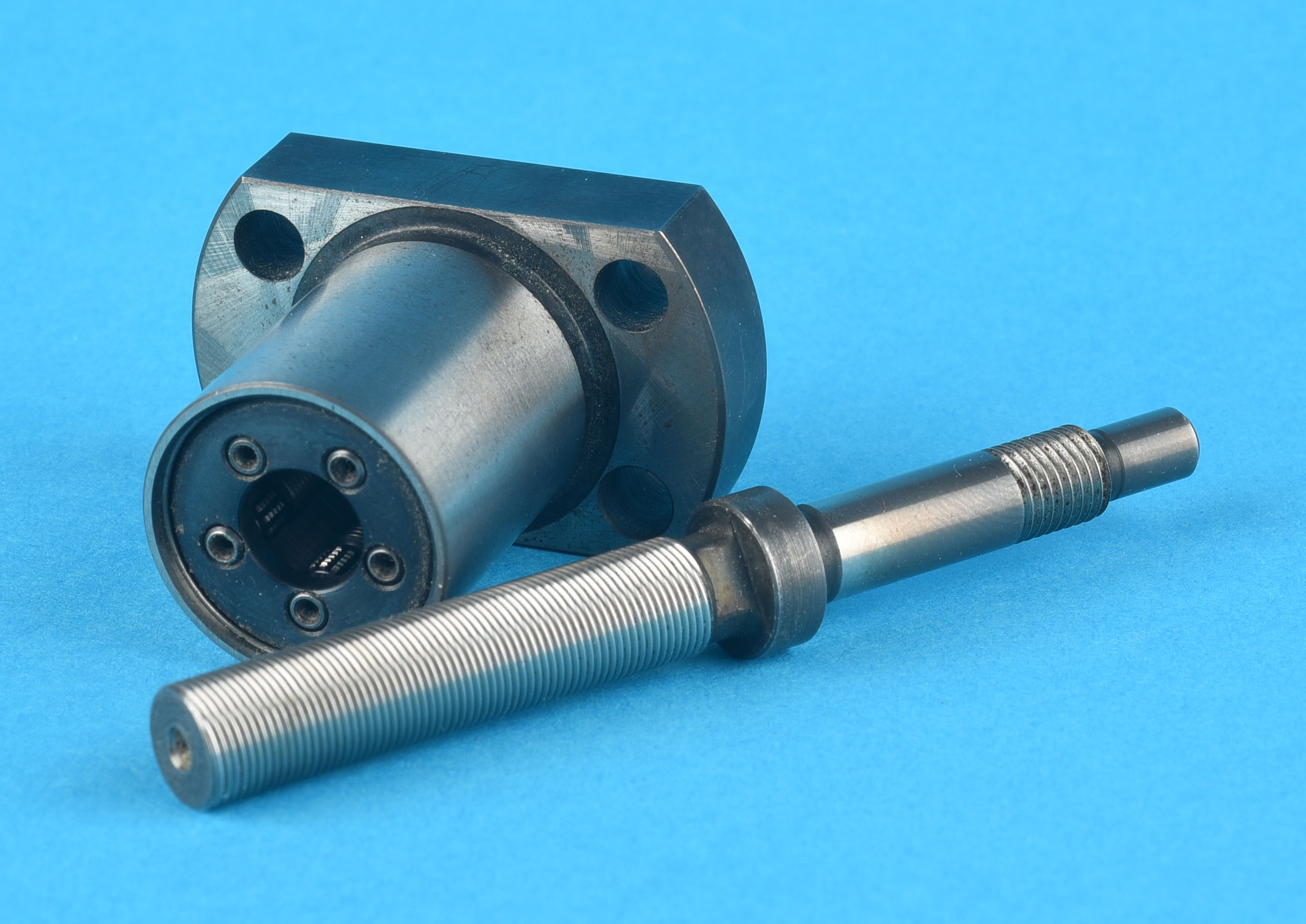

## Historique
La vis à rouleaux satellites a été inventée par le suédois Carl Bruno Strandgren. Il dépose le premier brevet sur le mécanisme à Nice en 1942. 

## Fonctionnement
La vis et l'écrou ont obligatoirement au moins trois entrées de filetage alors que les rouleaux n'en ont qu'une. Cette différence permet d'avoir un angle d'hélice identique pour l'écrou et les rouleaux ce qui permet au rouleau de rouler sans se déplacer longitudinalement dans l'écrou. Malgré cela, les tolérances de fabrication peuvent induire un petit déplacement. Pour pallier ce problème les rouleaux comportent deux parties dentées à chaque extrémité. Ces deux parties dentées engrènent dans des couronnes dentées intérieurement et placées au bout de l'écrou. Des portes-rouleaux situés à l’extérieur des dentures maintiennent l'écartement des rouleaux dans l'écrou. 
Le profil des filetages de la vis et de l'écrou a des flancs plats et un angle de 90°. Le profil des rouleaux comporte un rayon pour obtenir un contact ponctuel.  
Les diamètres primitifs des trois éléments sont en proportion du nombre d'entrées de filetages. Le diamètre de l'écrou est égal au diamètre de la vis divisé par le nombre d'entrées de filets moins deux et multiplié par le nombre d'entrées. Par exemple, une vis de 20 mm de diamètre et six entrées on obtient (20/(6-2)) x 6 = 30.  
Pour les rouleaux c'est le diamètre de la vis divisé par le nombre d'entrées de filets moins deux, dans notre exemple (20/(6-2)) = 5.  
L'augmentation du nombre d'entrées de filets sur la vis et l'écrou entraine arithmétiquement une diminution du diamètre des rouleaux ce qui permet d'en mettre davantage dans l'écrou et d'augmenter le nombre de points de contact (nombre qui est déjà augmenté par la diminution du pas apparent). Cette augmentation est limitée par la nécessité de conserver un pas apparent usinable et un diamètre de rouleaux mécaniquement envisageable.  

### Avantages
La vis et l'écrou ayant obligatoirement au moins trois entrées de filets le pas apparent est une fraction du pas total ce qui multiplie d'autant le nombre de points de contact et diminue la charge exercée sur chaque point.
Le frottement des filetages traditionnels étant remplacé par un roulement le système admet un fonctionnement sans jeu.

### Inconvénients
Ce système ne permet guère de descendre en dessous d'un pas de un millimètre ce qui avec trois entrées de filetage donne un pas apparent de 0.333 mm déjà compliqué à rectifier.

### Rattrapage de jeu
Si les systèmes à friction ne peuvent pas fonctionner sans un minimum de jeu, les systèmes roulants peuvent fonctionner sans jeu.  Il existe plusieurs façons de supprimer les jeux.
Un écrou en deux parties séparé par une entretoise rectifiée permettant de le précharger. La précharge peut légèrement varier selon la précision de la rectification du filetage de la vis.
Un écrou en deux parties monté dans un alésage avec interposition de rondelles ressort donnant une précharge constante indépendamment de la précision de la rectification, l’inconvénient étant la possibilité de dépasser la valeur de la précharge quand l'effort s'exerce contre les rondelles ressort.
En cas de fortes charges il est possible d'utiliser les mêmes systèmes avec deux écrous monoblocs.

## Vis à rouleaux recirculés
Il existe une variante ou les rouleaux ne restent pas en permanence au contact de la vis. La vis et l'écrou ont des filetages avec une seule entrée et les rouleaux ne sont pas filetés mais comportent une série de gorges ce qui fait qu'ils se déplacent d'un pas par tour dans l'écrou. Une fois par tour ils passent dans une gorge longitudinale pratiquée dans le filetage de l'écrou. Ils ont alors libres en translation et une came les pousse d'une valeur équivalente au pas de la vis. A la fin de la gorge, ils sont remis en charge entre la vis et l'écrou.
Les rouleaux sont maintenus en place par une cage tournant entre vis et écrou en même temps que les rouleaux.
Il n'y a aucune relation obligatoire entre les diamètres des composants (hormis le fait que le diamètre moyen de l'écrou est forcément égal à la somme du diamètre moyen de la vis plus deux diamètres moyens de rouleau).

### Avantages
Le filet unique de la vis et de l'écrou permet des pas plus fins avec un pas apparent plus facile à réaliser que pour la vis à rouleaux satellites.
La liberté de choix pour les diamètres des divers éléments laisse plus de latitude pour tenir compte des contraintes d'encombrement.

### Inconvénients
Avec un rouleau sans charge pendant une grande partie du cycle la charge maximum est plus faible. 
Avec des rouleaux lourds et/ou une vitesse de rotation élevée le fonctionnement peut être assez bruyant.